# گاه‌شمار اسلام در سده هفتم میلادی
این سده تقریباً از سال ۲۳ پیش از هجرت تا سال ۸۱ پس از هجرت می‌باشد.

## سده هفتم میلادی (از سال ۶۰۰ تا ۶۹۹)
- ۶۰۵: (سال ۱۸ پیش از هجرت) میلاد فاطمه زهرا دختر محمد و همسر علی بن ابی‌طالب. همه نسل محمد از این دختر است.
- ۶۰۵: (سال ۱۸ پیش از هجرت) محمد خانه کعبه را بازسازی می‌کند.
- ۶۱۰: (سال ۱۳ پیش از هجرت) نزول قرآن در غار حرا. محمد نخستین پیام را ازجانب خدا به وسیله جبرئیل دریافت می‌کند. خدیجه نخستین نفری که به اسلام ایمان می‌آورد.
- ۶۱۳: (سال ۱۰ پیش از هجرت) بیانیه کوه صفا: کوه صفا، نقطه شروع دعوت علنی پیامبر اسلام بود. او در پی نزول آیه ۹۴ سوره حجر بر بالای این کوه قرار گرفت و ضمن سخنانی مردم را به توحید، نبوت و معاد، راهنمایی و آنها را رسماً از پرستش بت و گرایش به شرک، فساد و انحراف برحذر داشت.
- ۶۱۴: (سال ۹ پیش از هجرت) شکنجه مسلمانان به وسیله قریش. مهاجرت عده‌ای از مسلمانان به حبشه.
- ۶۱۵: (سال ۸ پیش از هجرت) اسلام آوردن عمر بن خطاب و حمزه پسر عبدالمطلب عموی پیامبر.
- ۶۱۶: (سال ۷ پیش از هجرت) دومین هجرت مسلمانان به حبشه.
- ۶۱۷: (سال ۶ پیش از هجرت) تحریم بنی هاشم و محمد از سوی قریش.
- ۶۱۹: (سال ۴ پیش از هجرت) افزایش تحریم بر بنی هاشم مرگ ابوطالب و خدیجه، سال اندوه.
- ۶۲۰: (سال ۳ پیش از هجرت) سفر محمد به طائف و رویداد معراج پیامبر اسلام.
- ۶۲۲: (سال شروع هجری) هجرت محمد به مدینه. نخستین سال گاه‌شماری قمری.
- ۶۲۲: (سال ۱ پس از هجرت) پیشنهاد و ارائه میثاق مدینه توسط محمد. این بیانیه به صورت رسمی روابط بین محمد و قبایل و خاندان‌های مهم یثریب (که بعدها مدینه نامیده شد)، که شامل مسلمین، یهودیان و بت پرستان می‌شد را مشخص می‌کرد. هدف اصلی این سند پایان دادن به جنگ‌های خونریزی بود که بین اوس و خزرج و قبایل متحد با آنها در جریان بود.
- ۶۲۴: (سال ۲ پس از هجرت) جنگ بدر، اخراج یهودیان بنی‌قینقاع از مدینه.
- ۶۲۴: (سال ۲ پس از هجرت) تغییر قبله مسلمانان از بیت المقدس به مکه.
- ۶۲۵: (سال ۳ پس از هجرت) جنگ احد، اخراج یهودیان بنی‌نضیر از مدینه.
- ۶۲۵: (سال ۳ پس از هجرت) میلاد حسن بن علی دومین امام شیعیان.
- ۶۲۶: (سال ۴ پس از هجرت) میلاد حسین بن علی سومین امام شیعیان.
- ۶۲۷: (سال ۵ پس از هجرت) جنگ خندق و اشغال بنی‌قریظه.
- ۶۲۸: (سال ۶ پس از هجرت) صلح حدیبیه و ارسال نامه از طرف پیامبر مسلمانان به پادشاهان سرزمین‌های اطراف با هدف دعوت ایشان به دین اسلام.
- ۶۲۹: (سال ۶ پس از هجرت) جنگ خیبر. سفر زیارتی محمد به مکه، غزوه موته.
- ۶۳۰: (سال ۸ پس از هجرت) فتح مکه، غزوه حنین، جنگ اوطاس، جنگ طائف.
- ۶۳۱: (سال ۹ پس از هجرت) غزوه تبوک
- ۶۳۱ یا ۶۳۲: (سال ۹ یا ۱۰ پس از هجرت) قبیله ثقیف اسلام را پذیرفت.

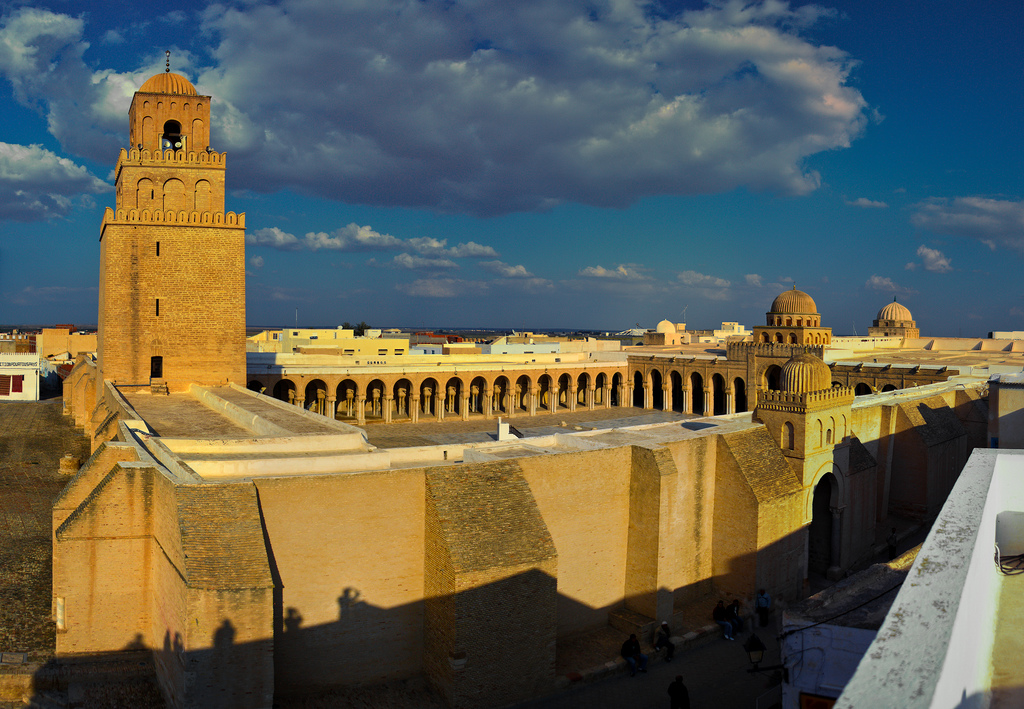

- ۶۳۲: (سال ۱۰ پس از هجرت)  حجةالوداع و آخرین خطبه پیامبر و رویداد غدیر خم و درگذشت محمد. خلافت ابوبکر. درگذشت فاطمه دختر محمد.
- ۶۳۳: لشکرکشی در بحرین، عمان، یمن و حضرموت.
- ۶۳۴: نبرد بصری، نبرد دمشق، نبرد اجنادین. درگذشت ابوبکر و خلافت عمر بن الخطاب.
- ۶۳۵: جنگ پل، Battle of Buwaib، فتح دمشق
- ۶۳۶: نبرد یرموک، جنگ قادسیه، فتح مداین صالح
- ۶۳۷: فتح سوریه، فتح اورشلیم، جنگ جلولا
- ۶۳۸: فتح جزیره
- ۶۳۹: فتح خوزستان.
- ۶۴۰: نبرد بابل در مصر
- ۶۴۱: جنگ نهاوند و فتح اسکندریه در مصر
- ۶۴۲: فتح مصر
- ۶۴۳: فتح آذربایجان و طبرستان (مازندران)
- ۶۴۴: فتح فارس، کرمان، سیستان، مکران و خاران. ترور عمر. خلافت عثمان بن عفان.
- ۶۴۶: لشکرکشی خراسان، ارمنستان و آسیای صغیر
- ۶۴۷: لشکرکشی در شمال آفریقا. فتح جزیره قبرس
- ۶۴۸: لشکرکشی علیه بیزانس
- ۶۵۰:
- ۶۵۲:
- ۶۵۵:
- ۶۵۶: قتل عثمان و خلافت علی بن ابی‌طالب. جنگ جمل. جنگ صفین
- ۶۵۷:
- ۶۵۸: (سال ۳۸ پس از هجرت) نبرد نهروان
- ۶۵۹: فتح مصر توسط معاویه
- ۶۶۰:
- ۶۶۱: ترور علی بن ابی‌طالب چهارمین خلیفه توسط خوارج و خلافت حسن بن علی. صلح حسن مجتبی و معاویه.
- ۶۶۲: شورش خوارج
- ۶۶۶:
- ۶۶۹: حسن بن علی دوم امام شیعیان مسموم و کشته شد. حسین بن علی امام سوم شیعیان شد
- ۶۷۰:
- ۶۷۲:
- ۶۷۴:
- ۶۷۷:
- ۶۷۶:
- ۶۷۷:
- ۶۸۰ : نبرد کربلا
- ۶۸۳: مرگ یزید. معاویه دوم خلیفه شد.
- ۶۸۴: عبدالله بن زبیر خلافت خویش را در مکه اعلان کرد. مروان یکم خلیفه دمشق شد.
- ۶۸۵: درگذشت مروان یکم. عبدالملک خلیفه دمشق شد
- ۶۸۶:
- ۶۸۷:
- ۶۹۱:
- ۶۹۲:
- ۶۹۵:
- ۷۰۰: